# Železnice Slovenskej republiky
Die Železnice Slovenskej republiky (deutsch „Eisenbahnen der Slowakischen Republik“), Kurzbezeichnung ŽSR, sind ein Eisenbahninfrastrukturbetreiber in der Slowakei. Diese staatliche Eisenbahngesellschaft entstand in der Folge der Teilung der ehemaligen Tschechoslowakei im Jahre 1993 aus einem Teil der Tschechoslowakischen Staatsbahnen (ČSD). Im Jahre 2002 wurde der Personen- und Güterverkehr an die neu gegründete Železničná spoločnosť, a.s. (ZSSK) abgegliedert. Seitdem sind die ŽSR nur noch ein Eisenbahninfrastrukturunternehmen.
Die ŽSR betreiben das gesamte Schienennetz der Slowakei. Dabei sind einige Besonderheiten zu beobachten: So bestehen neben dem Normalspurnetz auch Streckenabschnitte in russischer Breitspur sowie einige Schmalspurbahnen (siehe Liste der Kursbuchstrecken in der Slowakei). Außerdem werden die elektrifizierten Strecken mit zwei unterschiedlichen Stromsystemen (3 kV Gleichstrom und 25 kV 50 Hz Wechselstrom) betrieben.

## Schieneninfrastruktur

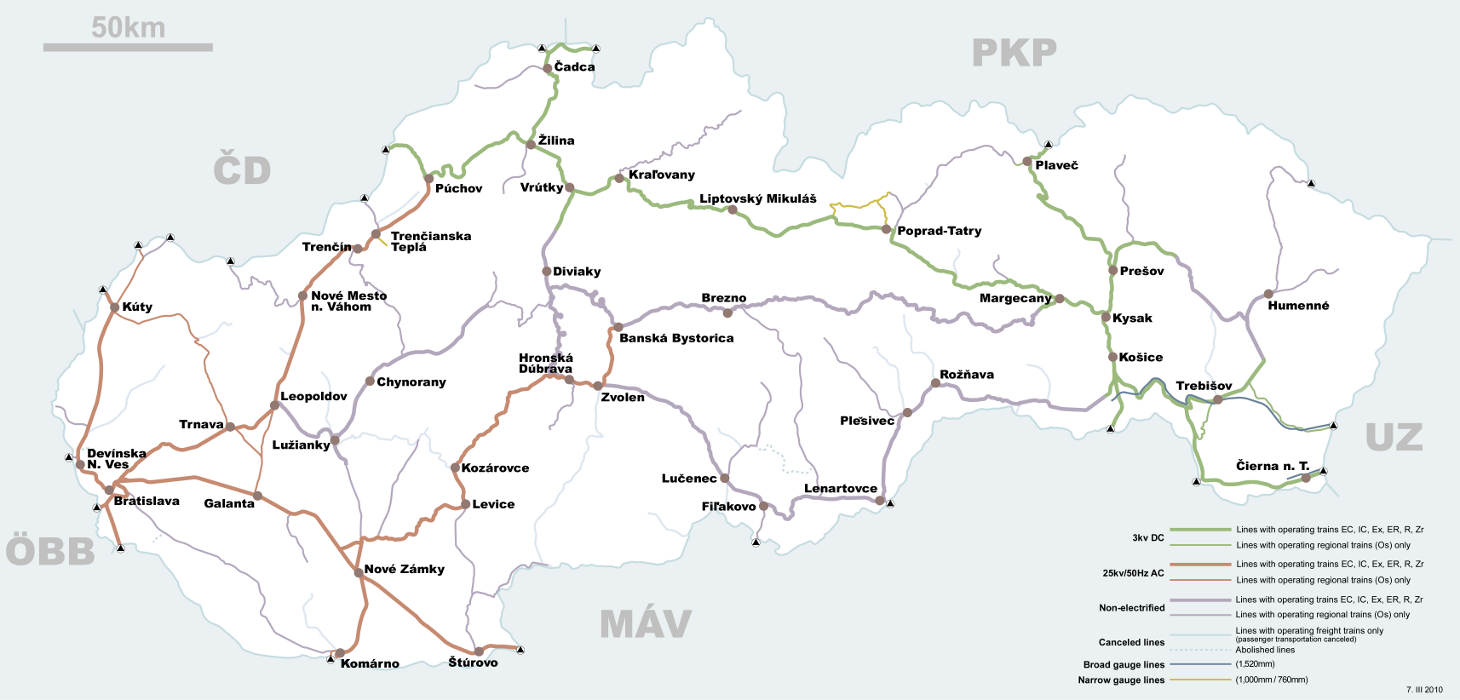

Die Schieneninfrastruktur der Slowakei ist in Besitz des slowakischen Staates. Planungen über einen Verkauf der Schieneninfrastruktur gibt es zurzeit nicht. Der Anteil der Eisenbahn am Modalsplit war in kommunistischer Zeit in allen Ländern des Ostblocks sehr hoch, in der Slowakei etwa 60–80 %. Nach dem Fall des Eisernen Vorhangs fielen die beförderten Gütervolumina auf ein Drittel.
Bedingt durch die Wettbewerbspolitik der Europäischen Union wurde auch in der Slowakei im Jahre 2005 das ehemalige staatliche Eisenbahnunternehmen in die Teilbereiche Infrastruktur und Betrieb getrennt. Die ŽSR stehen zu 100 Prozent im Besitz des slowakischen Staates.
Die ŽSR berechnen im europäischen Vergleich die höchsten Raten für die Nutzung der Infrastruktur. Die Entgelte der Nutzung der Trassen sind bei den ŽSR abhängig von der Länge der zurückgelegten Strecke, des Gewichts des Zuges und der Streckenkategorie der Trasse.